# Beierse Grondwetmedaille
De Beierse Grondwetmedaille (Duits: "Bayerische Verfassungsmedaille") werd in 1961 gesticht door de president van de Landdag, Rudolf Hanauer, en is een van de onderscheidingen van de Vrijstaat Beieren. De zelden verleende medaille wordt voor bijdragen aan de democratie in Beieren verleend en leden van het parlement, dat tot voor kort ook een senaat omvatte, ontvangen haar min of meer automatisch na 12 jaar in hun gekozen ambt.
Op de voorzijde van de medaille staat het opschrift “Bayerische Verfassung” met de Romeinse jaartallen MDCCCXVIII (1818), MCMXIX (1919) en MCMXLVI (1946) en op de keerzijde staat het Beierse wapen. De medaille is een legpenning en kan niet worden gedragen.
De medaille wordt in goud en in zilver toegekend. Tot 2009 werd zij 301 maal in goud en 810 maal in zilver verleend. Onder de gedecoreerden zijn karikaturisten en mensen die de Joodse gemeenschap in Beieren weer hebben opgebouwd.